# 松田譲
松田 譲（まつだ ゆずる、1948年6月25日 - ）は、日本の薬学研究者、実業家、農学博士。協和発酵キリン代表取締役社長や、日本製薬団体連合会副会長、日本農芸化学会副会長を務めた。

## 人物・経歴
新潟県出身。1971年新潟大学農学部卒業。1977年東京大学大学院農学系研究科博士課程修了、農学博士、協和発酵工業（現協和発酵キリン）入社。東京研究所研究員を務め、新薬開発にあたった。主任研究員を経て、2000年執行役員医薬総合研究所長。2002年常務取締役総合企画室長に昇格。
2003年から協和発酵工業代表取締役社長を務め、キリンファーマとの経営統合を行い、2008年に合併後の協和発酵キリン代表取締役社長に就任。2010年日本製薬団体連合会副会長。2011年日本農芸化学会副会長。2012年協和発酵キリン相談役に退き、加藤記念バイオサイエンス振興財団理事長に就任。2014年クボタ取締役、バンダイナムコホールディングス取締役。2015年JSR取締役。